# Magyaralmás
Magyaralmás è un comune dell'Ungheria di 1.491 abitanti (dati 2001). È situato nella contea di Fejér.